# Arion fasciatus
Arion fasciatus is een slakkensoort uit de familie van de wegslakken (Arionidae). De wetenschappelijke naam van de soort werd in 1823 voor het eerst geldig gepubliceerd door Sven Nilsson als Limax fasciatus.

## Omschrijving
Arion fasciatus is uitgerekt zo'n 4 à 5 cm lang, in uitzonderlijk gevallen tot 70 mm. De rug is geelbruin tot grijsbruin; kleuren vervagen langs de zijkanten naar de voet toe, witachtig aan de voet. De zijkanten hebben vervaagde, wat donkerdere zijbanden, die naar de voet toe worden begrensd door een gelige zone. Het rechter laterale ligament loopt boven de ademhalingsopening. De zool is gebroken wit, het slijm kleurloos. De achterkant vertoont een zeer zwakke kiel. De jonge dieren zijn lichtgrijs tot lichtbruin met donkere zijbanden en een iets duidelijker kiel. Het atrium van het genitale apparaat is relatief groot, de epiphallus breder dan de zaadleider. De eileider is relatief smal en ongeveer even lang als de epiphallus. De spermatheca is langwerpig.

### Verwante soorten
De twee nauw verwante soorten, de grauwe wegslak (A. circumscriptus) en de bos-wegslak (A. silvaticus), verschillen door de afwezigheid van de gelige achtergrondkleur van het lichaam. Meestal zijn deze soorten kleiner dan A. fasciatus.

## Verspreiding en leefgebied
Deze wegslakkensoort leeft het liefst in open, gecultiveerde gebieden, in tuinen en parken, maar ook in woestenijen. Ze eten het liefst vers plantaardig materiaal. Het verspreidingsgebied strekt zich uit over West-, Midden- en Noord-Europa.